# Trang Trịnh
Trang Trịnh là một nghệ sĩ dương cầm, nhà hoạt động giáo dục xã hội người Việt Nam.  

## Tiểu sử
Trang Trịnh tên thật là Trịnh Mai Trang. Cô sinh năm 1986 tại Hà Nội. Cô bắt đầu tiếp xúc với âm nhạc khi học piano từ năm lên 4 tuổi. Trang Trịnh chuyển tới vương quốc Anh để học tập tại Học viện Âm nhạc Hoàng gia Anh vào năm 2004.

## Sự nghiệp
Năm 1996, cô giành giải cao nhất trong cuộc thi Tài năng trẻ. Năm 1997, cô thường xuyên được mời tham gia trong các chương trình âm nhạc cổ điển của Đài Truyền hình Việt Nam. Năm 1998, cô được biểu diễn cùng Claude Kahn, nghệ sĩ dương cầm nổi tiếng của Pháp. Sau đó, Trang Trịnh được đào tạo bởi 2 giáo sư âm nhạc Christopher Elton và Hilary Coates.
Năm 2006, Trang Trịnh đoạt giải nhất tại Lễ hội âm nhạc Paganini Festival (Anh), mở đầu cho sự nghiệp biểu diễn quốc tế của cô. Cùng năm, Trang Trịnh được công chúng biết đến sau đêm diễn ra mắt khán giả châu Âu dưới sự chỉ huy của nhạc trưởng Edward Gardner tại Duke’s Hall, Luân Đôn, Anh. Cô tốt nghiệp xuất sắc cử nhân và thạc sĩ tại Học viện Âm nhạc Hoàng gia Anh chuyên ngành biểu diễn piano. Sau khi học xong thạc sĩ chuyên ngành biểu diễn piano kèm theo học bổng danh giá Sterndale Bennett, cô tiếp tục nhận được hàng loạt các giải thưởng quốc tế như giải nhì tại Franz Liszt Piano Competition (Hungary), giải Mozart Prize (Jacque Samuel Piano Competition), Francis Simmer Prize, Lilian Davis Prize (Beethoven European Society).
Năm 2007, Trang Trịnh được trao bằng chứng nhận của Học viện Âm nhạc Hoàng gia Anh với tư cách là một giảng viên piano chuyên nghiệp. Sau đó, cô giành giải Độc tấu xuất sắc tại cuộc thi biểu diễn các tác phẩm Sonata của Beethoven, đồng thời đoạt giải Gretta GM Parkinson Prize dành cho người có thành tích học tập xuất sắc và giải nhì trong Cuộc thi Beethoven vào năm 2008. Năm 2010, cô bảo vệ thành công bằng thạc sĩ âm nhạc chuyên ngành biểu diễn tại học viện Âm nhạc Hoàng gia Anh và thực hiện chuyến lưu diễn châu Âu đầu tiên với các buổi biểu diễn độc tấu tại Viên, Dublin, Belfast, Enns, Luân Đôn. Năm 2011, cô đoạt giải nhì tại Liszt Competition (Crescendo Summer Festival) tại Hungary. Năm 2015, cô được tạp chí Forbes vinh danh là một trong 30 gương mặt dưới 30 tuổi đáng chú ý nhất tại Việt Nam. Đầu năm 2018, Trang Trịnh được trao tặng danh hiệu ARAM (Associate of the Royal Academy of Music - Anh) cho những cống hiến tiêu biểu về âm nhạc chuyên nghiệp thế giới.
Cô xuất hiện lần đầu tại Nhà hát lớn Hà Nội với buổi hòa nhạc mang tên Nhật ký của Piano. Buổi hòa nhạc của cô đã bán hết vé trước đêm diễn một tuần lễ. Buổi hòa nhạc này được đặc biệt chú ý vì cô sử dụng hình thức truyền thông khác (video, giọng nói, nhiếp ảnh) trong buổi biểu diễn piano sáng tạo của mình. Trang và dàn hợp xướng Wonder do cô sáng lập đã từng tổ chức buổi hòa nhạc đặc biệt ngay tại một khu dân cư ở Hà Nội.

### Hoạt động giáo dục xã hội
Trang Trịnh còn được biết tới là người thường xuyên tổ chức những hoạt động giúp đỡ những trẻ em kém may mắn tiếp cận với giáo dục âm nhạc. Năm 2013, cô thực hiện dự án mang tên "Dàn Hợp xướng và Giao hưởng Kỳ Diệu". Đây là dự án giáo dục âm nhạc miễn phí cho các trẻ em có hoàn cảnh khó khăn hoặc kém may mắn trên địa bàn Hà Nội. Cô là người sáng lập doanh nghiệp xã hội Wonder, một tổ chức nghiên cứu, thực hành và giáo dục nghệ thuật, đặc biệt giáo dục mầm non. Cô cũng đã tổ chức các chương trình biểu diễn và cung cấp thông tin, thực hiện những dự án âm nhạc diễn giải, giáo dục âm nhạc.  
Tại Việt Nam, cô cũng có buổi giới thiệu về âm nhạc cơ bản cho trẻ em mồ côi tại Center of Hope (Lập Thạch, Vĩnh Phúc) trong các năm 2007, 2008.
Năm 2017, Trang Trịnh trở thành một trong những tác giả trẻ nhất viết sách giáo khoa âm nhạc cấp tiểu học. Cô được bổ nhiệm làm Giám đốc điều hành & Nhà giáo dục của Học viện Âm nhạc VYMI (Vietnam Youth Music Institute), đối tác chiến lược của Dàn nhạc Giao hưởng Việt Nam nhằm thiết lập các chương trình giáo dục sâu rộng cho cộng đồng.
Cô mở một dự án mang tên “Rethinking Beethoven” được thiết kế đặc biệt cho giới trẻ đã được đánh giá là "đầy sự sáng tạo, táo bạo và rất có giá trị giáo dục".

## Đời tư
Cô kết hôn với nghệ sĩ Opera Hàn Quốc Park Sung Min. Hiện tại Trang Trịnh sống cùng gia đình tại Hà Nội.